# Norbuprenorfin
Norbuprenorfin je primarni aktivni metabolit buprenorfina. Norbuprenorfin deluje kao pun agonist μ-opioidnog, δ-opioidnog, i nociceptinskog receptora, kao i parcijalni agonist κ-opioidnog receptora. Norbuprenorfin prolazi kroz krvno-moždanu barijeru slično buprenorfinu i verovatno doprinosi njegovom dejstvu.

## Literatura
1. ↑  Yassen A, Kan J, Olofsen E, Suidgeest E, Dahan A, Danhof M (2007). „Pharmacokinetic-pharmacodynamic modeling of the respiratory depressant effect of norbuprenorphine in rats”. The Journal of Pharmacology and Experimental Therapeutics. 321 (2): 598—607. PMID 17283225. doi:10.1124/jpet.106.115972.
2. 1 2  Huang P, Kehner GB, Cowan A, Liu-Chen LY (2001). „Comparison of pharmacological activities of buprenorphine and norbuprenorphine: norbuprenorphine is a potent opioid agonist”. The Journal of Pharmacology and Experimental Therapeutics. 297 (2): 688—95. PMID 11303059.
3. ↑  Jensen ML, Foster D, Upton R, Grant C, Martinez A, Somogyi A (2007). „Comparison of cerebral pharmacokinetics of buprenorphine and norbuprenorphine in an in vivo sheep model”. Xenobiotica; the Fate of Foreign Compounds in Biological Systems. 37 (4): 441—57. PMID 17455115. doi:10.1080/00498250701251126.

## Spoljašnje veze
|  | Molimo Vas, obratite pažnju na važno upozorenje u vezi sa temama iz oblasti medicine (zdravlja). |